# زین‌آباد (کبودرآهنگ)
زین‌آباد (کبودراهنگ)، روستایی از توابع بخش مرکزی شهرستان کبودراهنگ در استان همدان ایران است.
کدخدای این روستا جناب عبدول است.

## جمعیت
این روستا در دهستان کوهین قرار دارد و براساس سرشماری مرکز آمار ایران در سال ۱۳۹۵، جمعیت آن ۷۳۵ نفر (۲۳۲خانوار) بوده‌است.